# Sandra Daniela Castro
Sandra Daniela Castro (Caucete, 13 de enero de 1985) es una politóloga y política argentina del Partido Justicialista, que se desempeñó como diputada nacional por la provincia de San Juan entre 2013 y 2019. Desde diciembre de 2019 es secretaria de Investigación, Política Industrial y Producción para la Defensa en el Ministerio de Defensa de la Nación.

## Biografía
Nacida en Caucete (San Juan) en 1985, se recibió de licenciada en ciencia política en la Facultad de Ciencias Sociales de la Universidad Nacional de San Juan en 2010, ejerciendo la docencia y dedicándose a la investigación. Luego realizó una maestría en Política y Planificación Social en la Universidad Nacional de Cuyo.
En el ámbito partidario, en 2003 se unió al Partido Justicialista (PJ) en la Juventud Peronista de San Juan, formando parte del triunvirato que condujo el mismo entre 2011 y 2013. Luego integró la Secretaría de Juventud del PJ provincial.
Entre 2004 y 2009 trabajó en el Ministerio de Desarrollo Humano del gobierno de San Juan y, entre 2010 a 2012, en el hospital Marcial Quiroga en tareas de Planificación en el Banco de Drogas Antineoplásicas. Ese último año, fue designada directora de Promoción Científica y Cooperación Internacional de la nueva Secretaría de Ciencia, Tecnología e Innovación de la provincia, por el gobernador José Luis Gioja.
En las elecciones legislativas de 2013, fue candidata suplente a la Cámara de Diputados de la Nación en la lista del Frente para la Victoria en la provincia de San Juan. Asumió como diputada debido al fallecimiento de Margarita Ferrá de Bartol, quien era candidata titular en la lista. Fue reelegida en las elecciones legislativas de 2017, en el segundo lugar de la lista del Frente Todos.
En sus dos períodos en la Cámara de Diputados, se desempeñó como presidenta de la Ciencia, Tecnología e Innovación Productiva, e integró como vocal las comisiones de Cultura; de Educación; de Prevención de Adicciones y Control del Narcotráfico; de Discapacidad; de Recursos Naturales; de Relaciones Exteriores y Culto; de Minería: de Deportes; de Economías y Desarrollo Regional; y de Libertad de Expresión. Además, fue representante de Argentina en el Parlamento Latinoamericano. En 2018, votó en contra del proyecto de Ley de Interrupción Voluntaria del Embarazo.
En diciembre de 2019, renunció a la Cámara de Diputados al ser designada secretaria de Investigación, Política Industrial y Producción para la Defensa en el Ministerio de Defensa de la Nación por el entonces ministro Agustín Rossi. En el Congreso fue reemplazada por Francisco Guevara.